# Pittsburgh Steelers 2016
La stagione 2016 dei Pittsburgh Steelers è stata la 84ª della franchigia nella National Football League (NFL) e la 10ª con Mike Tomlin come capo-allenatore.
Gli Steelers vinsero la AFC North division per la seconda volta in tre anni e raggiunsero i playoff per la terza annata consecutiva. Nel primo turno batterono i Miami Dolphins e nel successivo i Kansas City Chiefs. La squadra raggiunse così la sua prima finale di conference dal 2010, dove fu eliminata dai New England Patriots futuri vincitori del Super Bowl LI per 36-17.

## Scelte nel Draft 2016
| Scelte degli Steelers nel Draft 2016 |        |                  |       |              |
| Giro                                 | Scelta | Giocatore        | Ruolo | College      |
| 1                                    | 25     | Artie Burns      | CB    | Miami (Fla.) |
| 2                                    | 58     | Sean Davis       | S     | Maryland     |
| 3                                    | 89     | Javon Hargrave   | DT    | S.C. State   |
| 4                                    | 123    | Jerald Hawkins   | OT    | LSU          |
| 6                                    | 220    | Travis Feeney    | OLB   | Washington   |
| 7                                    | 229    | Demarcus Ayers   | WR    | Houston      |
| 7                                    | 246    | Tyler Matakevich | ILB   | Temple       |

## Staff
| Staff dei Pittsburgh Steelers nel 2016 |
| --- |
| Organi dirigenziali - Chairman - Daniel M. Rooney - Presidente - Arthur J. Rooney II - Vice Presidente - Arthur J. Rooney Jr. - Consulente amministrativo - Charles H. Noll - General manager - Kevin Colbert - Director of Football and Business Administration – Omar Khan - Football Administration Coordinator – Samir Suleiman - Direttore del personale dei giocatori – Dan Rooney Jr. - Direttore degli osservatori del college – Phil Kreidler - Assistente senior, osservatore college – Rick Reiprish - Coordinatore del personale professionistico – Brandon Hunt Capo allenatore - Mike Tomlin - Assistente capo-allenatore/Defensive Line – John Mitchell Altri allenatori - Preparatore atletico – Garrett Giemont - Assistente p.a. – Marcel Pastoor Allenatori dell'attacco - Coordinatore offensivo - Todd Haley - Quarterback – Randy Fichtner - Running Back – James Saxon - Wide Receiver – Richard Mann - Tight End – James Daniel - Offensive Line – Mike Munchak - Assistente offensivo – Shaun Sarrett Allenatori della difesa - Coordinatore difensivo: Keith Butler - Inside Linebacker – Jerry Olsavsky - Outside Linebacker – Joey Porter - Defensive Back – Carnell Lake - Assistente difesa – Steve Meyer Allenatori dello special team - Coordinatore dello Special Team: Danny Smith |

## Roster
| Roster dei Pittsburgh Steelers nel 2016 |
| --- |
| Quarterback - 3 Landry Jones - 18 Zach Mettenberger - 7 Ben Roethlisberger Running Back - 45 Roosevelt Nix FB - 38 Daryl Richardson - 33 Fitzgerald Toussaint KR - 34 DeAngelo Williams Wide Receiver - 84 Antonio Brown - 14 Sammie Coates - 88 Darrius Heyward-Bey - 17 Eli Rogers PR - 11 Markus Wheaton Tight End - 85 Xavier Grimble - 81 Jesse James - 82 David Johnson Offensive Linemen - 66 David DeCastro G - 67 B.J. Finney C/G - 73 Ramon Foster G - 77 Marcus Gilbert T - 68 Ryan Harris T - 74 Chris Hubbard G/T - 53 Maurkice Pouncey C - 78 Alejandro Villanueva T - 72 Cody Wallace C/G Defensive Linemen - 79 Javon Hargrave NT - 97 Cameron Heyward DE - 90 Ricardo Mathews DE - 93 Daniel McCullers NT - 91 Stephon Tuitt DE - 96 Leterrius Walton DE Linebacker - 56 Anthony Chickillo OLB - 54 L.J. Fort ILB - 92 James Harrison OLB - 51 Steven Johnson ILB - 95 Jarvis Jones OLB - 44 Tyler Matakevich ILB - 55 Arthur Moats OLB - 50 Ryan Shazier ILB - 94 Lawrence Timmons ILB - 98 Vince Williams ILB Defensive Back - 25 Artie Burns CB - 31 Ross Cockrell CB - 37 Jordan Dangerfield FS/SS - 28 Sean Davis SS - 22 William Gay CB - 24 Justin Gilbert CB/KR - 21 Robert Golden SS - 27 Senquez Golson CB - 23 Mike Mitchell FS - 29 Shamarko Thomas SS Special Team - 4 Jordan Berry P - 9 Chris Boswell K - 60 Greg Warren LS Lista delle riserve - 57 Kevin Anderson OLB (IR) - 26 Le'Veon Bell RB (Sospeso) - 10 Martavis Bryant WR (Sospeso) - 48 Bud Dupree OLB (IR) - 5 Bruce Gradkowski QB (IR) - 89 Ladarius Green TE (PUP) - 65 Jerald Hawkins T (IR) - 64 Cole Manhart G (IR) - 83 Canaan Severin WR (IR) - 61 Valerian Ume-Ezeoke C (IR) Squadra di allenamento - 87 RaShaun Allen TE - 15 Demarcus Ayers WR - 42 Brandon Brown-Dukes RB - 41 Travis Feeney OLB - 71 Matt Feiler T - 83 Cobi Hamilton WR - 99 Cashaud Lyons DE - 62 Johnny Maxey NT - 20 Al-Hajj Shabazz CB - 30 Cameron Stingily RB 53 attivi, 10 inattivi, 10 nella squadra di allenamento |
| Legenda - I rookie sono in corsivo. - Il primo ruolo è il principale mentre gli eventuali successivi indicano i ruoli secondari. - (IR) sta per Injured Reserve ed indica la lista ristretta per un solo giocatore infortunato che può tornare ad allenarsi dopo la settimana 6 e a rientrare in prima squadra dopo che questa ha giocato 8 partite. - (NF-Inj.) / (NF-Ill.) stanno rispettivamente per Non-Football Injured e Non-Football Illness ed indicano le liste dove viene inserito un giocatore che ha un infortunio o una malattia non dipendente dal football americano. - (PUP) sta per Physically Unable to Perform ed indica la lista dove viene inserito un giocatore mentre è in attesa di recuperare la condizione fisica. Nella stagione regolare dopo la sesta partita giocata dalla propria squadra, il giocatore ha tempo tre settimane per riprendere ad allenarsi, più tre settimane aggiuntive dal suo rientro agli allenamenti per rientrare in prima squadra. |

## Calendario

### Stagione regolare
| Turno | Data               | Avversario             | Risultato          | Record             | Stadio                  | NFL.com recap      |
| ----- | ------------------ | ---------------------- | ------------------ | ------------------ | ----------------------- | ------------------ |
| 1     | 12/9               | at Washington Redskins | V 38–16            | 1–0                | FedEx Field             | Recap              |
| 2     | 18/9               | Cincinnati Bengals     | V 24–16            | 2–0                | Heinz Field             | Recap              |
| 3     | 25/9               | at Philadelphia Eagles | S 3–34             | 2–1                | Lincoln Financial Field | Recap              |
| 4     | 2/10               | Kansas City Chiefs     | V 43–14            | 3–1                | Heinz Field             | Recap              |
| 5     | 9/10               | New York Jets          | V 31–13            | 4–1                | Heinz Field             | Recap              |
| 6     | 16/10              | at Miami Dolphins      | S 15–30            | 4–2                | Hard Rock Stadium       | Recap              |
| 7     | 23/10              | New England Patriots   | S 16–27            | 4–3                | Heinz Field             | Recap              |
| 8     | Settimana di pausa | Settimana di pausa     | Settimana di pausa | Settimana di pausa | Settimana di pausa      | Settimana di pausa |
| 9     | 6/11               | at Baltimore Ravens    | S 14–21            | 4–4                | M&T Bank Stadium        | Recap              |
| 10    | 13/11              | Dallas Cowboys         | S 30–35            | 4–5                | Heinz Field             | Recap              |
| 11    | 20/11              | at Cleveland Browns    | V 24–9             | 5–5                | FirstEnergy Stadium     | Recap              |
| 12    | 24/11              | at Indianapolis Colts  | V 28–7             | 6–5                | Lucas Oil Stadium       | Recap              |
| 13    | 4/12               | New York Giants        | V 24–14            | 7–5                | Heinz Field             | Recap              |
| 14    | 11/12              | at Buffalo Bills       | V 27–20            | 8–5                | New Era Field           | Recap              |
| 15    | 18/12              | at Cincinnati Bengals  | V 24–20            | 9–5                | Paul Brown Stadium      | Recap              |
| 16    | 25/12              | Baltimore Ravens       | V 31–27            | 10–5               | Heinz Field             | Recap              |
| 17    | 1/1                | Cleveland Browns       | V 27–24 (DTS)      | 11–5               | Heinz Field             | Recap              |

Note: Gli avversari della propria division sono in grassetto.

### Playoff
| Turno            | Data | Avversario (seed)           | Risultato | Stadio            | NFL.com recap |
| ---------------- | ---- | --------------------------- | --------- | ----------------- | ------------- |
| Wild Card        | 8/1  | Miami Dolphins (6)          | V 30–12   | Heinz Field       | Recap         |
| Divisional       | 15/1 | at Kansas City Chiefs (2)   | V 18–16   | Arrowhead Stadium | Recap         |
| AFC Championship | 22/1 | at New England Patriots (1) | S 17–36   | Gillette Stadium  | Recap         |

## Classifiche

### American Football Conference
| Pos                 | Squadra              | Division           | V                  | S                  | P                  | %                  | Div                | Conf               | SOS                | SOV                | Striscia           |
| Leader di division  | Leader di division   | Leader di division | Leader di division | Leader di division | Leader di division | Leader di division | Leader di division | Leader di division | Leader di division | Leader di division | Leader di division |
| ------------------- | -------------------- | ------------------ | ------------------ | ------------------ | ------------------ | ------------------ | ------------------ | ------------------ | ------------------ | ------------------ | ------------------ |
| 1.                  | New England Patriots | East               | 14                 | 2                  | 0                  | .875               | 5-1                | 11-1               | .439               | .424               | 7 V                |
| 2.                  | Kansas City Chiefs   | West               | 12                 | 4                  | 0                  | .750               | 6-0                | 9-3                | .508               | .479               | 2 V                |
| 3.                  | Pittsburgh Steelers  | North              | 11                 | 5                  | 0                  | .688               | 5-1                | 9-3                | .494               | .423               | 7 V                |
| 4.                  | Houston Texans       | South              | 9                  | 7                  | 0                  | .563               | 5-1                | 7-5                | .502               | .427               | 1 S                |
| Wild card           |                      |                    |                    |                    |                    |                    |                    |                    |                    |                    |                    |
| 5.                  | Oakland Raiders      | West               | 12                 | 4                  | 0                  | .750               | 3-3                | 9-3                | .504               | .443               | 1 S                |
| 6.                  | Miami Dolphins       | East               | 10                 | 6                  | 0                  | .625               | 4-2                | 7-5                | .455               | .341               | 1 S                |
| Escluse dai playoff |                      |                    |                    |                    |                    |                    |                    |                    |                    |                    |                    |
| 7.                  | Tennessee Titans     | South              | 9                  | 7                  | 0                  | .563               | 2-4                | 6-6                | .465               | .458               | 1 V                |
| 8.                  | Denver Broncos       | West               | 9                  | 7                  | 0                  | .563               | 2-4                | 6-6                | .549               | .455               | 1 V                |
| 9.                  | Baltimore Ravens     | North              | 8                  | 8                  | 0                  | .500               | 4.2                | 7-5                | .498               | .363               | 2 S                |
| 10.                 | Indianapolis Colts   | South              | 8                  | 8                  | 0                  | .500               | 3-3                | 5-7                | .492               | .406               | 1 V                |
| 11.                 | Buffalo Bills        | East               | 7                  | 9                  | 0                  | .438               | 1-5                | 4-8                | .482               | .339               | 2 S                |
| 12.                 | Cincinnati Bengals   | North              | 6                  | 9                  | 1                  | .406               | 3-3                | 5-7                | .521               | .333               | 1 V                |
| 13.                 | New York Jets        | East               | 5                  | 11                 | 0                  | .313               | 2-4                | 4-8                | .518               | .313               | 1 V                |
| 14.                 | San Diego Chargers   | West               | 5                  | 11                 | 0                  | .313               | 1-5                | 4-8                | .543               | .513               | 5 S                |
| 15.                 | Jacksonville Jaguars | South              | 3                  | 13                 | 0                  | .188               | 2-4                | 2-10               | .527               | .417               | 1 S                |
| 16.                 | Cleveland Browns     | North              | 1                  | 15                 | 0                  | .063               | 0-6                | 1-11               | .549               | .313               | 1 S                |

Note
- Sotto la colonna SOV è indicata la percentuale della Strenght of Victory, statistica che riporta la percentuale di vittoria delle squadre battute da una particolare squadra (il valore assume rilievo come discriminante ai fini della classifica in caso di un record stagionale identico fra due squadre).
- Sotto la colonna SOS è indicata la percentuale della Strenght of Schedule, valore determinato da una formula che calcola la percentuale di vittoria di tutte le squadre che una singola squadra deve affrontare durante la stagione (il valore, insieme alla SOV, assume rilievo come discriminante ai fini della classifica in caso di un record stagionale identico fra due squadre).

- Sotto la colonna Div è indicato il bilancio vittorie-sconfitte (record) contro le squadre appartenenti alla stessa division di appartenenza (AFC West).
- Sotto la colonna Conf viene indicato il record contro le squadre appartenenti alla stessa conference di appartenenza (AFC).